# Nigerská strana pro demokracii a socialismus
Nigerská strana pro demokracii a socialismus (francouzsky Parti Nigerien pour la Democratie et le Socialisme, PNDS) je politická strana v Nigeru. Je to široce levicová strana, která je součástí socialistické internacionály. Od vítězství ve všeobecných volbách v roce 2011 je nejsilnější stranou v zemi. Předsedou strany je Mohamed Bazoum a generálním tajemníkem je Foumakoye Gado.

## Historie
Strana byla založena dne 23. prosince 1990. V parlamentních volbách v roce 1993 získala 13 z 83 mandátů v Národním shromáždění. Pět z nich získala v domovském volebním obvodu Mahamadoua Issoufoua v regionu Tahoua. V prezidentských volbách v témže roce byl kandidátem této strany na post prezidenta M. Issoufou, který se ziskem 15,92 % hlasů obsadil třetí místo a do druhého kola voleb nepostoupil. V rámci koalice nazvané Aliance sil změny (AFC) se PNDS ve druhém kole postavila za druhého v pořadí z prvního kola Mahamaneho Ousmaneho z Demokratické a sociální konvence (CDS). Ousmane v druhém kole porazil vítěze prvního kola Mamadoua Tandju z Národního hnutí pro rozvoj společnosti (MNSD). V Národním shromáždění měla PNDS jako součást AFC většinu a Issoufou se stal předsedou vlády.
Dekretem vydaným 21. září 1994 posílil Ousmane svou moc na úkor pravomoci předsedy vlády. Následně Issoufou 28. září 1994 rezignoval z funkce předsedy vlády. PNDS nenavrhla nového kandidáta na premiérský post a vystoupila z AFC. Tím AFC ztratila parlamentní většinu. PNDS poté navázala spojenectví s opoziční MNSD navzdory historickému nepřátelství vůči této straně. Dva z předních členů strany, Adji Kirgam a Mayou Ibrahim, kteří s novým spojenectvím nesouhlasili, byli ze strany vyloučeni.
Ztráta parlamentní většiny AFC vedla k předčasným volbám, které se konaly v lednu 1995. V nich PNDS získala 12 křesel v Národním shromáždění a spolu s MNSD a dvěma menšími stranami získala parlamentní většinu. Předsedou vlády se stal Hama Amadou z MNSD, zatímco Issoufou se stal předsedou Národního shromáždění. Vzrůstající rivalita mezi prezidentem a novou vládou vedla v lednu 1996 k vojenskému převratu vedeném Ibrahimem Bare Maïnassarou.
V červenci 1996 se konaly prezidentské volby, které již v prvním kole vyhrál Maïnassara. Ve volbách za PNDS kandidoval opět Issoufou, který skončil se ziskem 7,60 % hlasů na čtvrtém místě. Spolu s dalšími opozičními stranami sdruženými do Fronty pro obnovení a obranu demokracie, PNDS bojkotovala parlamentní volby konané v listopadu 1996.
Další státní převrat v dubnu 1999 vedl k všeobecným volbám konaným koncem roku. V prezidentských volbách v roce 1999 zvítězil kandidát MNSD Mamadou Tandja. Za PNDS ve volbách opět kandidoval Issoufou, který skončil po prvním kole voleb na druhém místě se ziskem 22,79 % hlasů. Ve druhém kole získal 40,11 % hlasů. V parlamentních volbách získala PNDS 16 z 83 mandátů a stala se největší opoziční stranou.

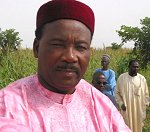
Mahamadou Issoufou během volební kampaně v roce 2004

Ve všeobecných volbách v roce 2004 kandidoval na post prezidenta opět Issoufou. V prvním kole skončil se ziskem 24,6 % hlasů druhý. Ve druhém kole jej opět porazil Tandja. V parlamentních volbách získala PNDS 13,4 % hlasů, které ji zajistily 17 ze 113 křesel v Národním shromáždění.
V roce 2009 strana opět bojkotovala parlamentní volby. Ve všeobecných volbách, které se konaly v roce 2011 opět kandidoval Issoufou do prezidentského úřadu. Tentokrát se mu v druhém kole podařilo porazit svého soka Seyniho Oumaroua z MNSD. PNDS se ve stejných volbách stala nejsilnější parlamentní stranou, když získala 34 ze 113 křesel. Ve všeobecných volbách v roce 2016 Issoufou obhájil svou funkci prezidenta. I PNDS zůstala nejsilnější politickou stranou v Nigeru, když v Národním shromáždění obsadila 75 ze 171 křesel.

## Volební výsledky

### Prezidentské volby
| Rok voleb | Stranický kandidát | První kolo | První kolo | Druhé kolo | Druhé kolo | Výsledek |
| Rok voleb | Stranický kandidát | Hlasy      | %          | Hlasy      | %          | Výsledek |
| --------- | ------------------ | ---------- | ---------- | ---------- | ---------- | -------- |
| 1993      | Mahamadou Issoufou | 205 707    | 15,92 %    | -          | -          | nezvolen |
| 1996      | Mahamadou Issoufou | 183 826    | 7,60 %     | -          | -          | nezvolen |
| 1999      | Mahamadou Issoufou | 435 041    | 22,79 %    | 710 923    | 40,11 %    | nezvolen |
| 2004      | Mahamadou Issoufou | 599 792    | 24,60 %    | 794 357    | 34,47 %    | nezvolen |
| 2011      | Mahamadou Issoufou | 1 192 945  | 36,16 %    | 1 797 382  | 58,04 %    | zvolen   |
| 2016      | Mahamadou Issoufou | 2 252 016  | 48,43 %    | 4 105 499  | 92,49 %    | zvolen   |
| 2020–21   | Mohamed Bazoum     | 1 879 629  | 39,30 %    | 2 490 049  | 55,67 %    | zvolen   |

### Parlamentní volby
| Rok voleb | Předseda strany    | Hlasy     | %       | Získaná křesla | +/- |
| --------- | ------------------ | --------- | ------- | -------------- | --- |
| 1993      | Mahamadou Issoufou | 183 150   | 14,62 % | 13/83          | ▲13 |
| 1995      | Mahamadou Issoufou | 203 629   | 14,08 % | 12/83          | ▼1  |
| 1996      | Mahamadou Issoufou | bojkot    | bojkot  | 0/83           | ▼12 |
| 1999      | Mahamadou Issoufou | 378 634   | 21,47 % | 16/83          | ▲16 |
| 2004      | Mahamadou Issoufou | 314 810   | 13,76 % | 17/113         | ▲1  |
| 2009      | Mahamadou Issoufou | bojkot    | bojkot  | 0/83           | ▼17 |
| 2011      | Mahamadou Issoufou | 1 066 011 | 33 %    | 34/113         | ▲34 |
| 2016      | Mahamadou Issoufou | 1 702 372 | 35,73 % | 75/171         | ▲41 |
| 2020–21   | Mohamed Bazoum     | 1 745 266 | 37,04 % | 79/166         | ▲4  |